# Fosforita

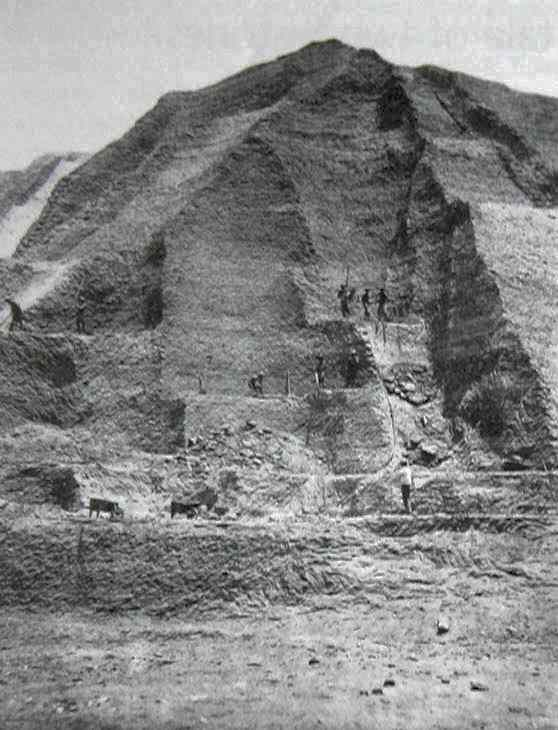
Mina de fosforita en las Islas de Chinchu Central

La fosforita es una roca sedimentaria no detrítica que contiene altas cantidades de minerales fosfatados. El contenido en fosfatos es por lo menos de entre un 15 y un 20 %, un incremento importante respecto a una roca sedimentaria típica que contiene menos de un 0,2 %.  El fosfato está presente como fluorapatita, Ca5(PO4)3F, típico en masas criptocristalinas (tamaños de grano <1 μm). También está presente en forma de hidroxiapatita, Ca5(PO4)3OH, que a menudo se disuelve por huesos de animales vertebrados. También se encuentran disueltos en rocas ígneas y metamórficas. A menudo se dan depósitos de fosforita en capas extensas, que en conjunto cubren decenas de miles de kilómetros cuadrados de la corteza terrestre.
Calizas y esquistos frecuentemente presenta fosfatos.  Las rocas sedimentarias ricas en fosfatos pueden ser marrones o negras, y van desde láminas de un centímetro de grosor a camas de varios metros de espesor. En esta última posibilidad, no suele haber exclusivamente rocas fosfatadas, sino que van acompañadas de lutitas, sílex , piedra caliza, dolomías y a veces areniscas. Estas capas contienen las mismas texturas y estructuras que las calizas de grano fino y pueden representar reemplazos diagenéticos de los minerales carbonatados por fosfatos. También pueden estar compuestos de peloides, ooides, fósiles y clastos. Hay algunas fosforitas que son muy pequeñas y no tienen texturas granulares distintivas.
Existen fosforitas del Proterozoico, pero son más comunes del Paleozoico y de sedimentos del Cenozoico. Algunos yacimientos alcanzan un espesor de 420 metros y una superficie de 350 000 km². Hay minas para su uso comercial en Francia, Bélgica, España, Marruecos, Túnez y Argelia.Estados Unidos en Florida, Tennessee, Wyoming, Utah, Idaho y Kansas

## Clasificación de las rocas sedimetarias fosfatadas
- Primitiva: Ocurre cuando no se ha producido bioturbación, es decir, cuando sedimentos fosfatados no son alterados.[5]
- Condensada: Cuando las partículas fosfatados, láminas y camas se han concentrado. Esto se ve favorecido por los procesos de extracción y bioturbación.[5]
- Alóctona: Son partículas fosfatadas que han sido movidas y depositadas por flujos turbulentos.[5]